# Midori Honda
Midori Honda (本田 美登里 Honda Midori?,  nacido el 16 de noviembre de 1964 en Shizuoka) es una exfutbolista japonesa que jugaba como defensa.
Honda jugó 43 veces para la selección femenina de fútbol de Japón entre 1981 y 1991. Honda fue elegida para integrar la selección nacional de Japón para los Copa Mundial Femenina de Fútbol de 1991.

## Trayectoria

### Clubes
| Club                            | País  | Año         |
| ------------------------------- | ----- | ----------- |
| Shimizudaihachi SC              | Japón | 1979 - 1984 |
| Yomiuri Nippon SC Ladies Beleza | Japón | 1985 - 1992 |

### Selección nacional
| Selección | País  | Año         |
| --------- | ----- | ----------- |
| Absoluta  | Japón | 1981 - 1991 |

## Estadística de equipo nacional
| Selección femenina de fútbol de Japón | Selección femenina de fútbol de Japón | Selección femenina de fútbol de Japón |
| Año                                   | Partidos                              | Goles                                 |
| ------------------------------------- | ------------------------------------- | ------------------------------------- |
| 1981                                  | 5                                     | 0                                     |
| 1982                                  | 0                                     | 0                                     |
| 1983                                  | 0                                     | 0                                     |
| 1984                                  | 3                                     | 0                                     |
| 1985                                  | 0                                     | 0                                     |
| 1986                                  | 6                                     | 0                                     |
| 1987                                  | 4                                     | 0                                     |
| 1988                                  | 3                                     | 0                                     |
| 1989                                  | 8                                     | 0                                     |
| 1990                                  | 5                                     | 0                                     |
| 1991                                  | 9                                     | 0                                     |
| Total                                 | 43                                    | 0                                     |